# Lejtěnant Burakov (1899)
Lejtěnant Burakov byl torpédoborec ruského carského námořnictva. Roku 1898 byl dokončen jako čínský torpédoborec Chaj-chua patřící ke čtyřčlenné třídě Chaj-lung. Za boxerského povstání roku 1900 byl torpédoborec ukořistěn evropským expedičním sborem. Získalo jej Rusko, přičemž byl přejmenován na Taku. Později nesl název Lejtěnant Burakov. Torpédoborec byl potopen za rusko-japonské války.

## Stavba
Torpédoborec postavila německá loděnice Schichau v Elbingu. Stavba byla zahájena roku 1897. Na vodu byl spuštěn 1898 a do služby byl přijat roku 1898.

## Konstrukce
Výzbroj představovalo šest 47mm kanónů Hotchkiss a dva 356mm torpédomety. Pohonný systém tvořily čtyři kotle Thornycroft a dva parní stroje o výkonu 6000 hp, pohánějící dva lodní šrouby. Torpédoborec měl dva komíny. Nejvyšší rychlost dosahovala 33,6 uzlu. Dosah byl 2000 námořních mil při rychlosti 10 uzlů.

## Služba

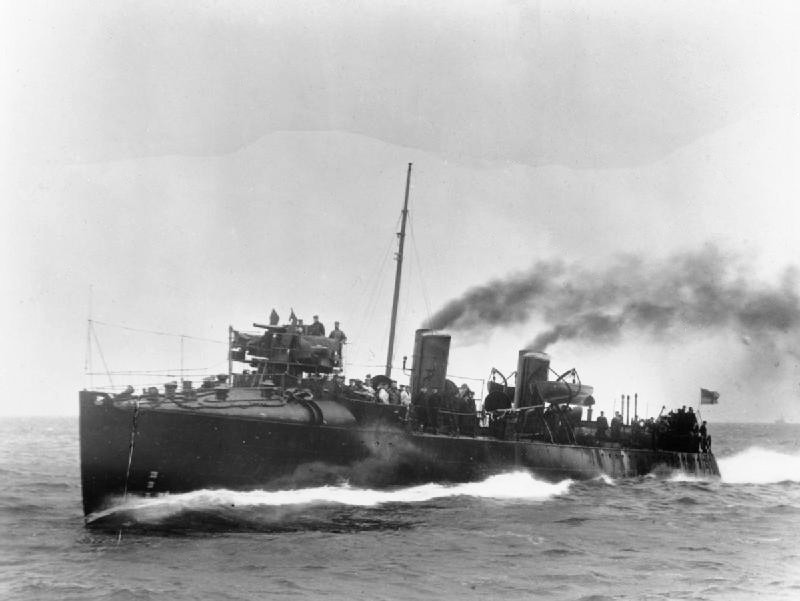
Britský torpédoborec HMS Fame

V době boxerského povstávní v roce 1900 torpédoborec v přístavu Taku ukořistil evropský expediční sbor. Zajaly jej britské torpédoborce HMS Fame a HMS Whiting. Později byl předán Rusku, které moderní plavidlo zařadilo do svého námořnictva. Torpédoborec se účastnil rusko-japonské války. Byl nejrychlejší ruskou válečnou lodí nasazenou v tomto konfliktu. Dne 23. července 1904 byl východně od Port Arthuru těžce poškozen japonskými torpédovkami vypuštěnými z bitevních lodí Mikasa a Fuji. Dne 30. července 1904 byl vyhozen do vzduchu vlastní posádkou.